# Дейвис, Бетт
Бетт Де́йвис (англ. Bette Davis), полное имя Рут Эли́забет Де́йвис (англ. Ruth Elizabeth Davis; 5 апреля 1908, Лоуэлл, Массачусетс, США — 6 октября 1989, Нёйи-сюр-Сен, Франция) — американская актриса. В 1999 году Американский институт кино поставил Бетт Дейвис на второе место в списке величайших актрис в истории Голливуда. Первый человек в истории мирового кинематографа, номинированный на 10 «Оскаров».

## Биография

### Ранняя жизнь
Дейвис родилась на Честер-Стрит, 22, в лоуэллском районе Хайландз у Харлоу Моррелла Дейвиса (1885—1938), студента юридического факультета из Огасты, штат Мэн, и Рут Огасты Фавор (1885—1961) из Тингзборо, штат Массачусетс. У неё была младшая сестра Барбара Харриет, которая родилась 25 октября 1909 года на 55, Уорд-Стрит, в Сомервилле в Массачусетсе, где их отец был тогда патентным поверенным. Имя «Бетт», которое Дейвис в будущем взяла в качестве псевдонима, было её детским прозвищем, но писалось оно как «Betty».
В 1915 году родители развелись, и сёстры Дейвис оказались в Лэнесборо в закрытой школе «Крэсталбан» с очень строгими порядками. В 1921 году сёстры с матерью переехали в Нью-Йорк, где Рут стала работать фотографом-портретистом. В этот же период Дейвис, под впечатлением от романа Оноре де Бальзака «Кузина Бетта», поменяла правописание своего прозвища на «Bette».
Позже Дейвис училась в Академии Кушинга и в интернате в Эшбернхеме, где встретила своего будущего мужа Хармона Нельсона.

### Карьера
В 1926 году Дейвис увидела спектакль «Дикая утка» по пьесе Генрика Ибсена, где главные роли сыграли актрисы Бланш Юрка и Пег Энтуисл. Как Дейвис позже утверждала, именно Энтуисл произвела на неё такое впечатление, что она решила попробовать себя на сцене. Она прошла прослушивание в театральной компании Civic Repertory Theatre, принадлежащей Еве Ле Гальенн, но та забраковала её кандидатуру, назвав поведение Дейвис «неискренним» и «легкомысленным». Тогда Дэйвис отправилась в Рочестер на прослушивание в труппу Джорджа Кьюкора, который аналогично не впечатлился её кандидатурой, но всё же взял её на одну неделю в качестве хористки в пьесу «Бродвей».
Свою первую полноценную роль Дэйвис получила в 1929 году, когда сыграла в пьесе Вирджила Геддеса The Earth Between для труппы Provincetown Players. В тот же год Бланш Юрка утвердила Дэйвис на ту же роль в той же пьесе «Дикая утка», которую раньше играла сама, и после выступлений в Филадельфии, Вашингтоне и Бостоне Дейвис дебютировала на Бродвее в постановке Broken Dishes.
В 1930 году 22-летняя Дейвис вместе с матерью на поезде отправилась в Голливуд на кинопробы для Universal Studios. Дейвис было заявлено, что её будут там ждать, но к её удивлению в студии её никто не встретил — сотрудник, который должен был её встретить, увидев Дейвис, проигнорировал её и ушёл, потому что не увидел в Дейвис актрисы и решил, что это не она. Первые персональные кинопробы Дейвис провалила, но её затем использовали в парных кинопробах для других актёров. Этот опыт был для Дейвис очень шокирующим — её положили на диван, после чего около 15 молодых людей поочерёдно должны были ложиться на неё сверху и страстно целовать. Второй раз полноценные кинопробы для Дейвис были организованы для фильма 1931 года «Разделённый очаг». Будучи поспешно одетой в совершенно неподходящий по размеру костюм с низким вырезом на груди, Дейвис и здесь была забракована режиссёром Уильямом Уайлером, который при всей съёмочной группе сравнил её с девицей лёгкого поведения, которая рассчитывает получить роль в кино благодаря своему телу.

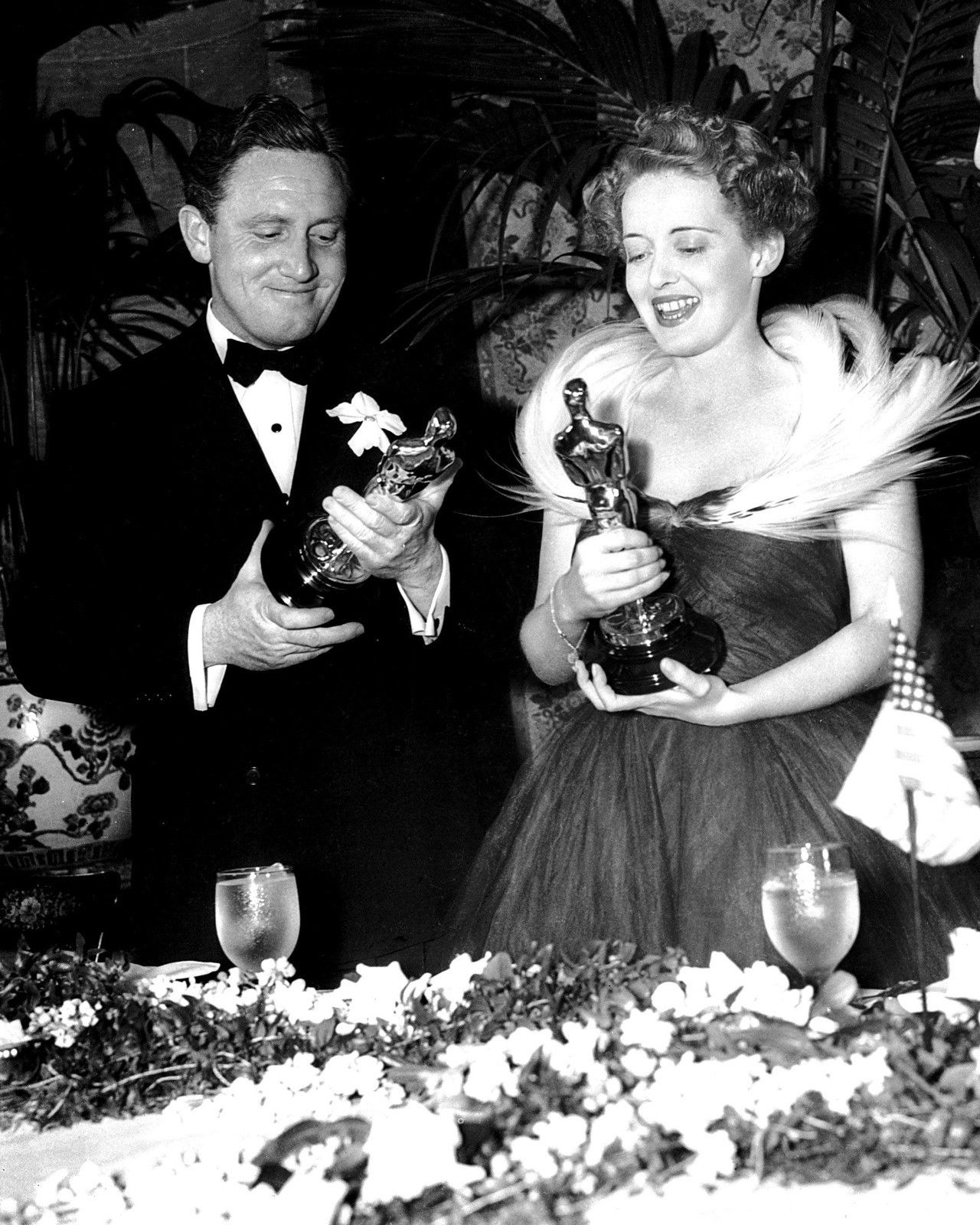
Спенсер Трейси и Бетт Дейвис на церемонии вручения Оскара 1939-го года, где актриса победила в номинации «Лучшая женская роль»

Хотя глава студии Карл Леммле собирался объявить Дейвис, что она им не подходит, в самый последний момент режиссёр Карл Фройнд, заявив что у Дейвис прекрасные глаза, утвердил её в свой фильм «Плохая сестра» — так в 1931 году у Дейвис всё же состоялся кинодебют. Правда, в какой-то момент Дейвис услышала, как Лемле-младший заявил одному из руководителей студии, что в Дейвис совершенно нет никакой сексуальной привлекательности. Как и большинство других лент студии того времени, фильм не получил успеха, а её следующая роль в вышедшем в тот же год фильме «Семя» была слишком короткой, чтобы привлечь внимание публики. Впрочем, студия всё же продлила с Дэйвис контракт ещё на три месяца, тем не менее она снялась только в одном её фильме в небольшой роли, после чего студия одолжила её для ещё двух фильмов двух других студий.
В итоге после одного года и целых шести неудачных фильмов Леммле принял решение не продлевать контракт с Дэйвис и та готовилась уже вернуться в Нью-Йорк, когда актёр Джордж Арлисс выбрал её в качестве партнёрши в картину «Человек, который играл бога» студии Warner Brothers. Это была первая главная роль Дэйвис, а сам фильм имел такой успех, что Warner Brothers заключила с ней пятилетний контракт и в дальнейшем продлевала его на общий срок 18 лет. На протяжении следующих двух лет в её репертуаре преобладали традиционные для Голливуда тех лет роли роковых соблазнительниц.
Прорыв Дейвис на новый уровень актёрского мастерства произошёл в 1934 году, когда она исполнила главную роль в киноверсии романа Сомерсета Моэма «Бремя страстей человеческих». Более психологически сложной роли ещё не доставалось ни одной голливудской кинозвезде. Хотя с высоты сегодняшнего дня работа Дейвис в этом фильме кажется одним из её крупнейших свершений, соперничество между студиями привело к тому, что актриса, номинированная за неё на «Оскар», осталась без статуэтки, уступив награду актрисе Клодетт Кольбер.
Получив наконец самую престижную награду американской киноиндустрии за роль алкоголички в фильме «Опасная» (1935), Дейвис, однако, сочла, что «Warner Brothers» предлагают ей довольно посредственные роли и вступила в полосу судебных баталий со студией. Она требовала большей самостоятельности при выборе киноролей и, чтобы подтвердить серьёзность своих намерений, в нарушение контракта на некоторое время покинула Голливуд и уехала в Лондон, где приняла предложение сняться в двух британских фильмах.

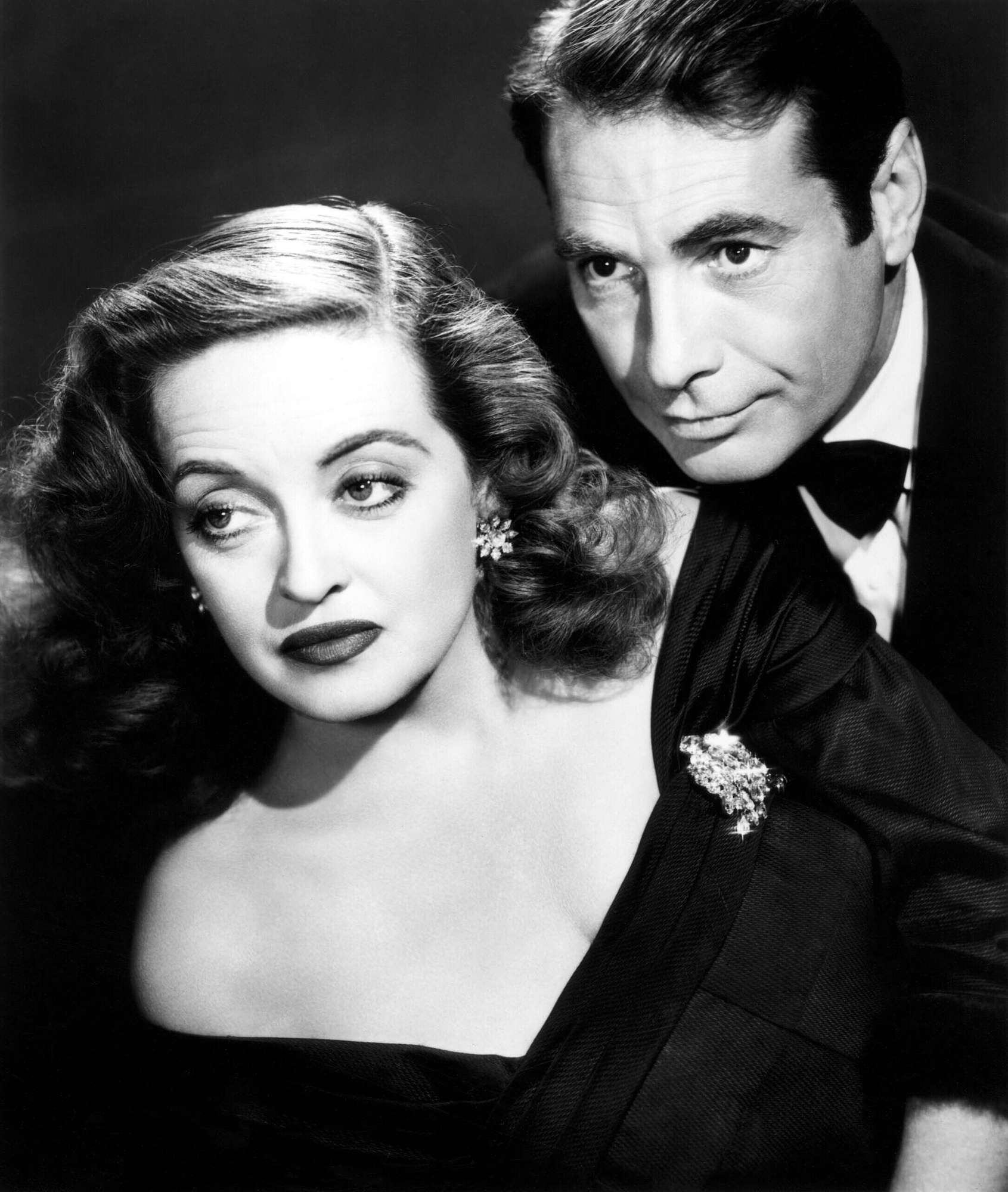
В фильме «Всё о Еве» (1950)

Хотя победительницей в споре оказалась студия и Дейвис вынуждена была вернуться в Голливуд с долгами и без дохода, ей была предоставлена свобода исполнять её коронные партии. По определению БСЭ, это были роли «сильных, властных женщин, стремящихся любой ценой, пренебрегая мнением общества, законами морали, добиться своей цели». Такова южная красавица в «Иезавели» (1939), во многом спорной картине, за которую Дейвис получила свой второй «Оскар». Эта роль была в известной степени утешением за то, что из-за межстудийных договоренностей знаменитой актрисе было не суждено сыграть в «Унесённых ветром».
До конца своих дней Дейвис утверждала, что это именно она придумала имя статуэтке премии Киноакадемии — «Оскару». По её мнению это произошло из-за того, что задница статуэтки внешне напоминала ей зад её супруга, второе имя которого было «Оскар».
В сороковые годы Дейвис оставалась одной из самых известных и уважаемых киноактрис мира. В 1939 году она сыграла вместе с Эрролом Флинном и Оливией де Хэвилленд в своём первом цветном фильме — «Частная жизни Елизаветы и Эссекса». Ещё более успешной в прокате была её следующая картина, «Всё это и небо в придачу» (1940). На студии «Warner Bros.» она пользовалась таким авторитетом, что её шутливо называли «четвёртым братом Уорнером». Кроме того, в январе 1941 года она была избрана президентом Американской академии киноискусства.
По мере того как актриса приближалась к сорокалетнему возрасту, ей становилось всё сложнее выдерживать конкуренцию молодых старлеток. Критики начали жаловаться на то, что Дейвис оказалась в плену наработанных годами жеманных поз и жестов. В 1943 году её второй муж умер при загадочных обстоятельствах. Два года спустя Дейвис вышла замуж за художника Уильяма Шерри, и вскоре у них родилась дочь.
В 1950 году актриса сыграла в одном из самых ярких фильмов классического Голливуда — «Всё о Еве». Многие из произнесённых ею строчек разошлись на цитаты, а сама картина была номинирована на 14 «Оскаров» и принесла Дейвис приз Каннского кинофестиваля. На волне успеха Дейвис разошлась с Шерри и вышла замуж за своего партнёра по фильму, Гэри Меррилла, однако и этот союз нельзя было назвать счастливым.
Практически все последующие фильмы Дейвис не имели успеха. В 1961 году она была вынуждена дать газетное объявление о поиске работы и вскоре согласилась, хоть и неохотно, поработать с давней неприятельницей Джоан Кроуфорд в триллере «Что случилось с Бэби Джейн?», в котором они играли двух стареющих кинозвёзд. Выдвижение Дейвис на кинопремию «Оскар» за роль в этом фильме привело к ещё большему усилению вражды с Кроуфорд. Не складывались у неё отношения и со звёздами молодого поколения: их она обвиняла в отсутствии должной выучки и профессионализма. В 1962 году Дейвис выпустила книгу мемуаров. Как и многие её интервью, книга отличалась редкой откровенностью.
В 1960-е годы актриса попыталась вернуться на Бродвей, но без особого успеха. Ей постоянно нездоровилось, однако она продолжала сниматься в фильмах.

### Закат карьеры
В начале 1970-х Дейвис была приглашена в Нью-Йорк, для участия в театральной презентации «Великие леди американского кино», где на протяжении шести вечеров такие актрисы Голливуда как Мирна Лой, Розалинд Расселл, Лана Тернер, Сильвия Сидни и Джоан Кроуфорд, рассказывали о своей жизни и карьере. Шоу оказалось довольно успешным, после чего Дейвис приняла участия в постановках на ту же тему в Австралии и Великобритании.
В 1972 году актриса сыграла главные роли в телефильмах «Судья» и «Джейк Уайлер и Мадам Мин», которые должны были стать пилотными сериями одноимённых телесериалов, но в обоих случаях телеканалы отказались от дальнейших планов на их выпуск. Вскоре после этого Дейвис появилась в театральной постановке «Мисс Моффат», музыкальной адаптации фильма с её участием «Кукуруза зелёная». После того как постановка в Филадельфии в рамках предпоказа на Бродвее подверглась резкой критике, актриса заявила, что получила травму спины и отказалась от дальнейшего участия в ней. Четыре года спустя она получила небольшие роли в фильме ужасов «Сожжённые приношения» с Карен Блэк и телевизионной драме «Исчезновение Эйми» с Фэй Данауэй, однако во время съёмок у Дейвис постоянно случались конфликты с ведущими актрисами, из-за того что она обвиняла их в не профессионализме, высокомерном поведении, а также в неуважении к её возрасту.
В 1977 году Дэйвис стала первой женщиной, получившей почётную награду Американского института кино за достижения всей жизни. Мероприятие транслировалась по телевидению и включало комментарии от коллег актрисы, включая Уильяма Уайлера, Джейн Фонду, Генри Фонду, Натали Вуд и Оливию де Хэвилленд, которые высоко отзывались о профессионализме и карьере Дейвис. После этого события актриса вновь оказалась довольно востребована на экране, и ей порой приходилось даже выбирать между несколькими предложениями. В следующем году Дейвис приняла предложения на съёмки в мини-сериале «Тёмный секрет праздника урожая», киноадаптации романа Агаты Кристи «Смерть на Ниле», а также в приключенческом фильме студии «Walt Disney» «Возвращение с ведьминой горы». В 1979 году Дейвис была удостоена премии «Эмми» за свою роль в телефильме «Незнакомцы: История матери и дочери», где её партнёршей по экрану была Джина Роулендс, а также получила ещё две номинации за роли в телефильмах «Белая мама» (1980) и «Малышка Глория… Наконец счастлива» (1982).
В 1981 году возник новый виток интереса к персоне Дейвис, после того как хит-парады США возглавила песня кантри-исполнительницы Ким Карнс «Bette Davis Eyes».

### Последние годы

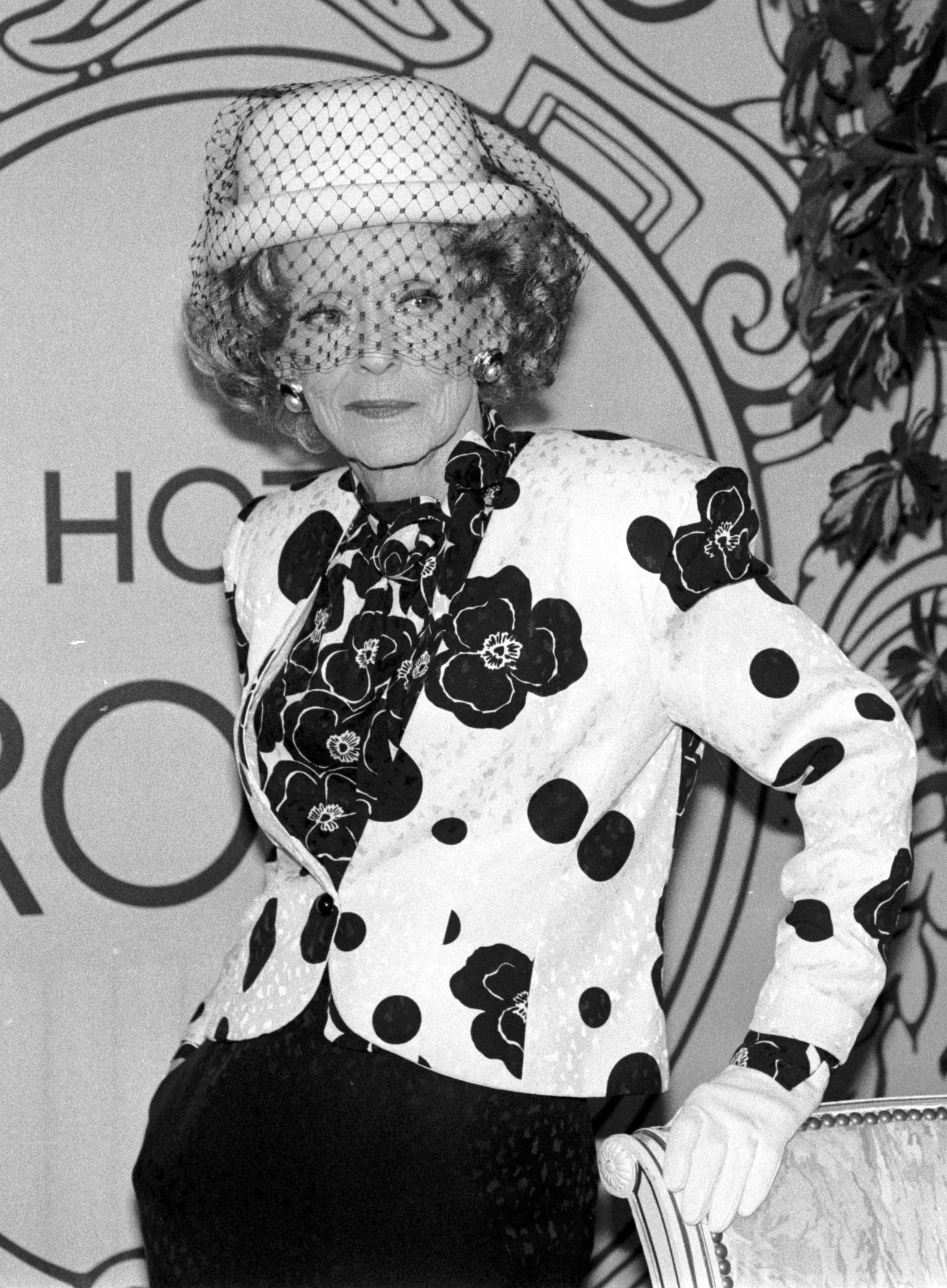
На фестивале американского кино в Нормандии в 1987 году

В 1983 году, после съёмки экспериментального эпизода для телесериала «Отель», Дейвис был поставлен диагноз рак молочной железы и назначена мастэктомия. В течение двух недель после хирургии она перенесла четыре инсульта, которые вызвали паралич правой стороны её лица и левой руки, став также причиной нечленораздельной речи. Дейвис начала долгий период физиотерапии, частично избавившись от паралича.
В 1985 году она отправилась в Англию, где снялась в телевизионном фильме по роману Агаты Кристи «Убийство с зеркалами». После возвращения в США она узнала, что её дочь Би Ди Хайман опубликовала мемуары «Мамин хранитель», где рассказала о её трудных взаимоотношениях с матерью, а также властном характере Дейвис и её пристрастию к алкоголю. После этого отношения Дейвис с дочерью сошли на нет. Многие друзья актрисы выступили в своих интервью в её защиту, обвиняя Хайман в жестокости и жадности к деньгам.
В 1987 году Дейвис снялась в драме Линдсея Андерсона «Августовские киты», где сыграла слепую сестру героини Лиллиан Гиш. Фильм получил хорошие отзывы критиков и был отмечен рядом номинаций на кинопремии. Последний раз на большом экране Дейвис появилась в комедии Ларри Коэна «Злая мачеха» в 1989 году. К тому времени у актрисы были серьёзные проблемы со здоровьем, и после разногласий с режиссёром она покинула проект. В результате сценарий был переписан, чтобы вместить в себя весь отснятый материал с Дейвис.
В течение 1987—1989 годов Дейвис чествовали за её карьерные достижения: она была удостоена ордена Почётного легиона во Франции, премии Кампионе-д’Италия в Италии и награды киносообщества за заслуги в Линкольн-центре. В 1989 году у актрисы вновь был диагностирован рак. Поправив здоровье, к концу лета актриса отправилась в Испанию, где была удостоена премии на кинофестивале в Сан-Себастьяне, но во время этой поездки её здоровье стало быстро ухудшаться. Будучи слишком слабой, чтобы совершить перелёт в США, она отправилась во Францию, где 6 октября 1989 года умерла в американской клинике в городе Нёйи-сюр-Сен в возрасте 81 года. Актриса похоронена на Голливудских холмах в Лос-Анджелесе рядом с матерью и сестрой.

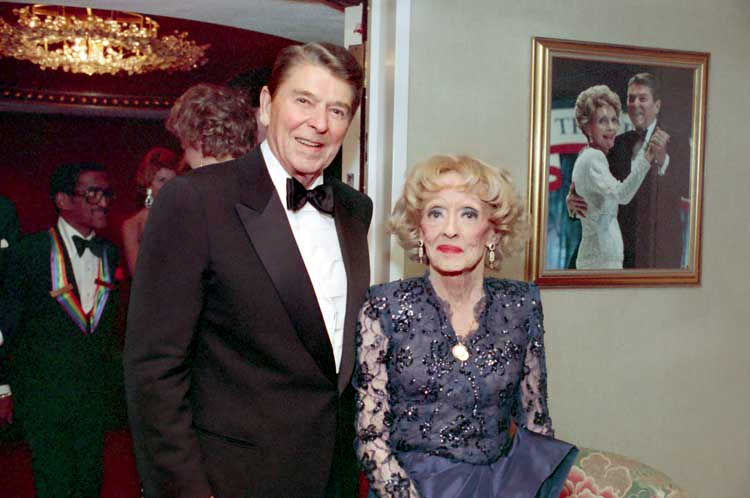
Рональд Рейган и Бетт Дейвис в Белом Доме в 1987 году

После её смерти обе статуэтки «Оскар», принадлежавшие актрисе, были выкуплены на аукционе за $207 500 и $578 000 соответственно Стивеном Спилбергом, который возвратил их Американской киноакадемии.
Весной 2017 года на экраны вышел телесериал «Вражда», сюжетом которого стало закулисное соперничество Джоан Кроуфорд и Бетт Дейвис во время съёмок их фильма «Что случилось с Бэби Джейн?» в 1962 году. Роль Дейвис исполнила Сьюзан Сарандон.

## В литературе
И. Ильф и Е. Петров описали свою встречу с Бетт Дейвис в 1935 году в книге «Одноэтажная Америка»:
Ещё в каком-то павильоне мы увидели артистку Бетти Дейвис, которую наши зрители знают по картине «Преступление Марвина Блейка». Она сидела в кресле и негромко, но сердито говорила, что вот уже десять дней не может найти часа, чтобы вымыть волосы. Некогда! Надо «выстреливать» картину.
– Я должна сниматься каждый день, – утомленно говорила она, по привычке улыбаясь ослепительной кинематографической улыбкой.
В ожидании съёмки актриса с отвращением, вернее – с полным безразличием, смотрела на «сэт»…

## Избранная фильмография
| Год  |   | Русское название                       | Оригинальное название                    | Роль                             |
| ---- | - | -------------------------------------- | ---------------------------------------- | -------------------------------- |
| 1931 | ф | Плохая сестра                          | The Bad Sister                           | Лора Мэдисон                     |
| 1931 | ф | Обратный путь домой                    | Way Back Home                            | Мэри Люси                        |
| 1932 | ф | 20 000 лет в Синг-Синге                | 20,000 Years in Sing Sing                | Фэй Уилсон                       |
| 1932 | ф | Трое в паре                            | Three on a Match                         | Рут Весткотт                     |
| 1932 | ф | Хижина в хлопчатнике                   | The Cabin in the Cotton                  | Мэдж Норвуд                      |
| 1933 | ф | Экс-леди                               | Ex-Lady                                  | Хелен Бауэр                      |
| 1934 | ф | Большое потрясение                     | The Big Shakedown                        | Норма Нельсон                    |
| 1934 | ф | Бремя страстей человеческих            | Of Human Bondage                         | Милдред Роджерс                  |
| 1934 | ф | Туман над Фриско                       | Fog Over Frisco                          | Арлин Брэдфорд                   |
| 1935 | ф | Опасная                                | Dangerous                                | Джойс Хит                        |
| 1936 | ф | Окаменелый лес                         | The Petrified Forest                     | Габриэль «Габби» Мэйпл           |
| 1936 | ф | Сатана встречает леди                  | Satan Met a Lady                         | Валери Пёрвис                    |
| 1937 | ф | Кид Галахад                            | Kid Galahad                              | Луиза «Пышка» Филлипс            |
| 1937 | ф | Меченая женщина                        | Marked Woman                             | Мери Дуайт                       |
| 1937 | ф | Та самая женщина                       | That Certain Woman                       | Мэри Доннелл                     |
| 1938 | ф | Сёстры                                 | The Sisters                              | Луиза Эллиот Медлин              |
| 1938 | ф | Иезавель                               | Jezebel                                  | Джули Марсден                    |
| 1939 | ф | Победить темноту                       | Dark Victory                             | Джудит Траэрн                    |
| 1939 | ф | Частная жизнь Елизаветы и Эссекса      | The Private Lives of Elizabeth and Essex | Елизавета I                      |
| 1939 | ф | Хуарес                                 | Juarez                                   | императрица Шарлотта             |
| 1940 | ф | Всё это и небо в придачу               | All This, and Heaven Too                 | Генриетта Делюзи-Депорт          |
| 1940 | ф | Письмо                                 | The Letter                               | Лесли Кросби                     |
| 1941 | ф | Великая ложь                           | The Great Lie                            | Мэгги Паттерсон ван Аллен        |
| 1941 | ф | Лисички                                | The Little Foxes                         | Реджина Гидденс                  |
| 1942 | ф | Вперёд, путешественник                 | Now, Voyager                             | Шарлотта Вейл                    |
| 1942 | ф | В этом наша жизнь                      | In This Our Life                         | Стэнли Тимберлейк Кингсмилл      |
| 1943 | ф | Стража на Рейне                        | Watch on the Rhine                       | Сара Мюллер                      |
| 1944 | ф | Мистер Скеффингтон                     | Mr. Skeffington                          | Фанни Треллис                    |
| 1945 | ф | Кукуруза зелена                        | The Corn Is Green                        | мисс Лилли Моффат                |
| 1946 | ф | Украденная жизнь                       | A Stolen Life                            | Кейт Босворт / Патрисия Босворт  |
| 1946 | ф | Обман                                  | Deception                                | Кристин Рэдклифф                 |
| 1949 | ф | За лесом                               | Beyond the Forest                        | Роза Молин                       |
| 1950 | ф | Всё о Еве                              | All About Eve                            | Марго Ченнинг                    |
| 1951 | ф | Яд другого человека                    | Another Man's Poison                     | Джанет Фробишер                  |
| 1952 | ф | Звезда                                 | The Star                                 | Маргарет Эллиот                  |
| 1952 | ф | Телефонный звонок от незнакомца        | Phone Call from a Stranger               | Мэри Хоук                        |
| 1956 | ф | Центр бури                             | Storm Center                             | Алисия Халл                      |
| 1956 | ф | Свадебный подарок, или Всё как у людей | The Catered Affair                       | Агнес Хёрли                      |
| 1959 | ф | Джон Пол Джонс                         | John Paul Jones                          | Екатерина II                     |
| 1961 | ф | Пригоршня чудес                        | Pocketful of Miracles                    | Яблочная Энни                    |
| 1962 | ф | Что случилось с Бэби Джейн?            | What Ever Happened to Baby Jane?         | Бэби Джейн Хадсон                |
| 1964 | ф | Двойник                                | Dead Ringer                              | Маргарет де Лорка / Эдит Филлипс |
| 1964 | ф | Тише, тише, милая Шарлотта             | Hush… Hush Sweet Charlotte               | Шарлотта Холлис                  |
| 1965 | ф | Няня                                   | The Nanny                                | Няня                             |
| 1968 | ф | Годовщина                              | The Anniversary                          | миссис Таггарт                   |
| 1976 | ф | Сожжённые приношения                   | Burnt Offerings                          | тётушка Элизабет                 |
| 1978 | ф | Смерть на Ниле                         | Death on the Nile                        | Мари ван Схёйлер                 |
| 1986 | ф | На склоне лет                          | As Summers Die                           | Ханна Лофтин                     |
| 1987 | ф | Августовские киты                      | The Whales of August                     | Либби Стронг                     |
| 1989 | ф | Злая мачеха                            | Wicked Stepmother                        | Миранда Пирпойнт                 |

## Награды и номинации

### Награды
- 1936 — Премия «Оскар» — лучшая женская роль, за фильм «Опасная»
- 1939 — Премия «Оскар» — лучшая женская роль, за фильм «Иезавель»
- 1974 — Премия «Золотой глобус» — Премия Сесиля Б. Де Милля
- 1979 — Премия «Эмми» — лучшая женская роль в мини-сериале или фильме, за телефильм «Незнакомцы: История матери и дочери»

### Номинации
- 1935 — Премия «Оскар» — лучшая женская роль, за фильм «Бремя страстей человеческих»
- 1940 — Премия «Оскар» — лучшая женская роль, за фильм «Победить темноту»
- 1941 — Премия «Оскар» — лучшая женская роль, за фильм «Письмо»
- 1942 — Премия «Оскар» — лучшая женская роль, за фильм «Лисички»
- 1943 — Премия «Оскар» — лучшая женская роль, за фильм «Вперёд, путешественник»
- 1945 — Премия «Оскар» — лучшая женская роль, за фильм «Мистер Скеффингтон»
- 1951 — Премия «Оскар» — лучшая женская роль, за фильм «Всё о Еве»
- 1951 — Премия «Золотой глобус» — лучшая женская роль в драме, за фильм «Всё о Еве»
- 1953 — Премия «Оскар» — лучшая женская роль, за фильм «Звезда»
- 1962 — Премия «Золотой глобус» — лучшая женская роль в комедии или мюзикле, за фильм «Пригоршня чудес»
- 1963 — Премия «Оскар» — лучшая женская роль, за фильм «Что случилось с Бэби Джейн?»
- 1963 — Премия «Золотой глобус» — лучшая женская роль в драме, за фильм «Что случилось с Бэби Джейн?»
- 1964 — Премия BAFTA — лучшая женская роль, за фильм «Что случилось с Бэби Джейн?»
- 1974 — Премия «Эмми» — лучшая программа, за программу ABC’s Wide World of Entertainment
- 1980 — Премия «Эмми» — лучшая женская роль в мини-сериале или фильме, за телефильм «Белая мама»
- 1983 — Премия «Эмми» — лучшая женская роль второго плана в мини-сериале или фильме, за телефильм «Малышка Глория… Наконец счастлива»

## Память
«Bette Davis Eyes» («Глаза, как у Бетти Дэвис») — песня, написанная Донной Вайс и американской певицей Джеки Дешаннон.
Впервые песню исполнила Джеки Дешаннон в 1974 году и записала её в альбоме New Arrangement.
В исполнении американской певицы Ким Карнс версия песни была издана как сингл в 1981 году. В 1982 году на церемонии присуждения премий «Грэмми» песня победила сразу в двух самых престижных песенных номинациях: «Запись года» и «Песня года».

### на английском языке
- Davis, Bette (1962). The Lonely Life: An Autobiography. New York: Putnam, 254 pages. ISBN 978-1-1219-6124-1

- Carr, Larry (1979). More Fabulous Faces: The Evolution and Metamorphosis of Bette Davis, Katharine Hepburn, Dolores del Río, Carole Lombard and Myrna Loy. Doubleday, 265 pages. ISBN 978-0-3851-2819-3
- Chandler, Charlotte (2006). The Girl Who Walked Home Alone: Bette Davis, A Personal Biography. Simon and Schuster, 368 pages. ISBN 978-0-7432-6208-8
- Collins, Bill and Collins, William J. (1987). Bill Collins Presents "The Golden Years of Hollywood". South Melbourne: MacMillan, 248 pages, ill. ISBN 978-0-3334-5069-7
- Considine, Shaun (2017). Bette & Joan: The Divine Feud. Graymalkin Media, 512 pages. ISBN 978-1-6316-8106-6
- Kashner, Sam; Macnair, Jennifer (2003). The bad & the beautiful: Hollywood in the fifties. W. W. Norton & Company, 382 pages. ISBN 978-0-3933-2436-5
- Monush, Barry (2003). The Encyclopedia of Hollywood Film Actors: From the Silent Era to 1965, Volume 1. Applause Theatre & Cinema Books, 832 pages. ISBN 978-1-5578-3551-2
- Ragan, David (1976). Who’s Who in Hollywood, 1900—1976. New Rochelle, New York: Arlington House, 864 pages. ISBN 978-0-8700-0349-3
- Ringgold, Gene (1966). The films of Bette Davis. Secaucus, New Jersey: Citadel Press, 191 pages.
- Sermak, Kathryn (2017). Miss D. and me: Life with the Invincible Bette Davis. Hachette Books, 288 pages, ill. ISBN 978-0-3165-0784-4
- Sikov, Ed (2007). Dark Victory: The Life of Bette Davis. Henry Holt & Company, 496 pages, ill. ISBN 978-0-8050-7548-9
- Spada, James (1993). More Than a Woman: An Intimate Biography of Bette Davis. Bantam, 514 pages. ISBN 978-0-5530-9512-8
- Stine, Whitney. With running commentary by Bettle Davis (1974). Mother Goddam: The Story of the Career of Bette Davis. Hawthorn Books, 374 pages. ISBN 978-0-8015-5184-0